# Národní kavárna

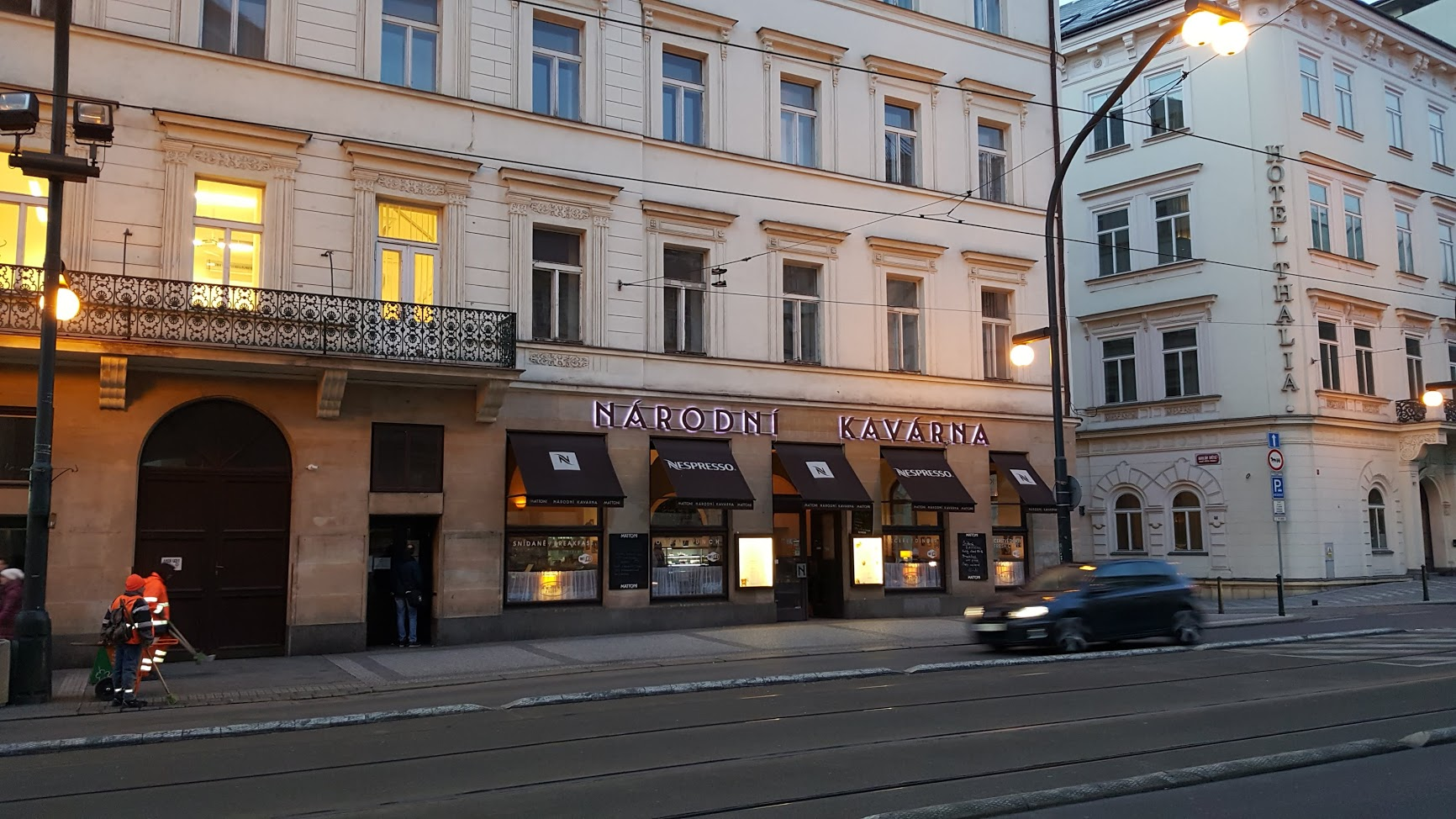
Národní kavárna 2018

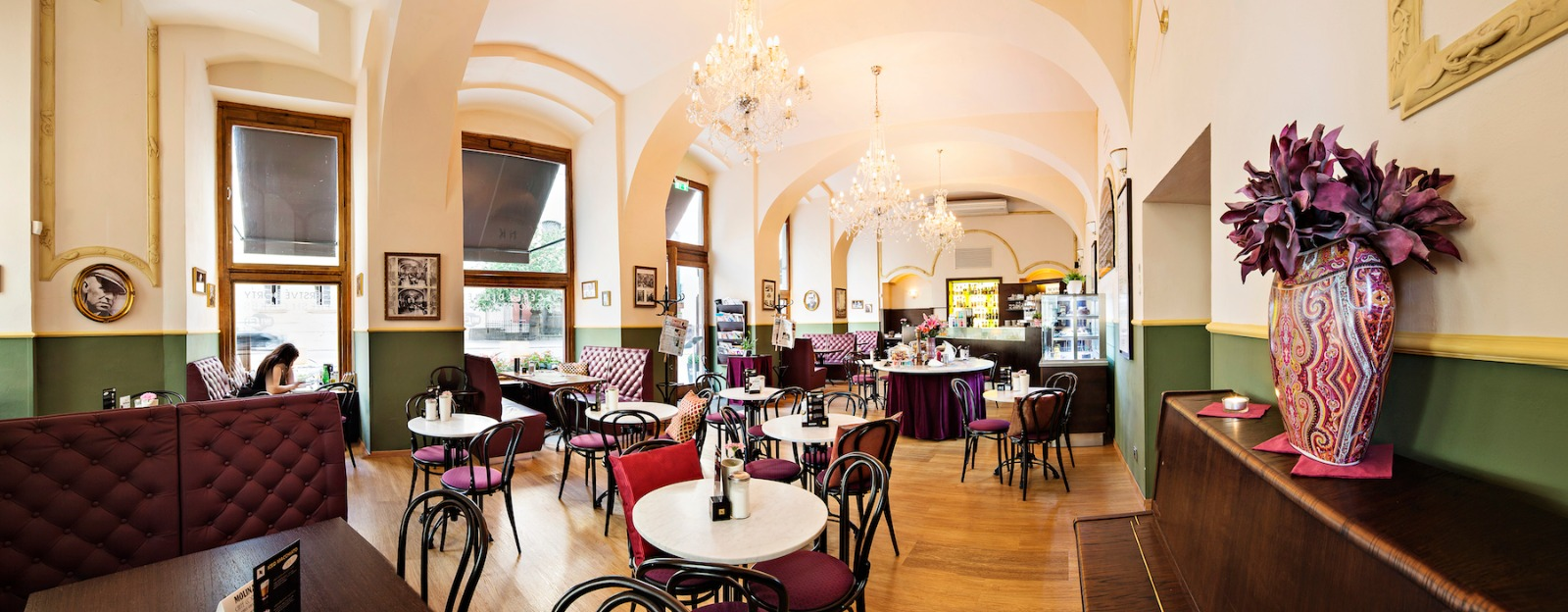
Národní kavárna, interiér (2020)

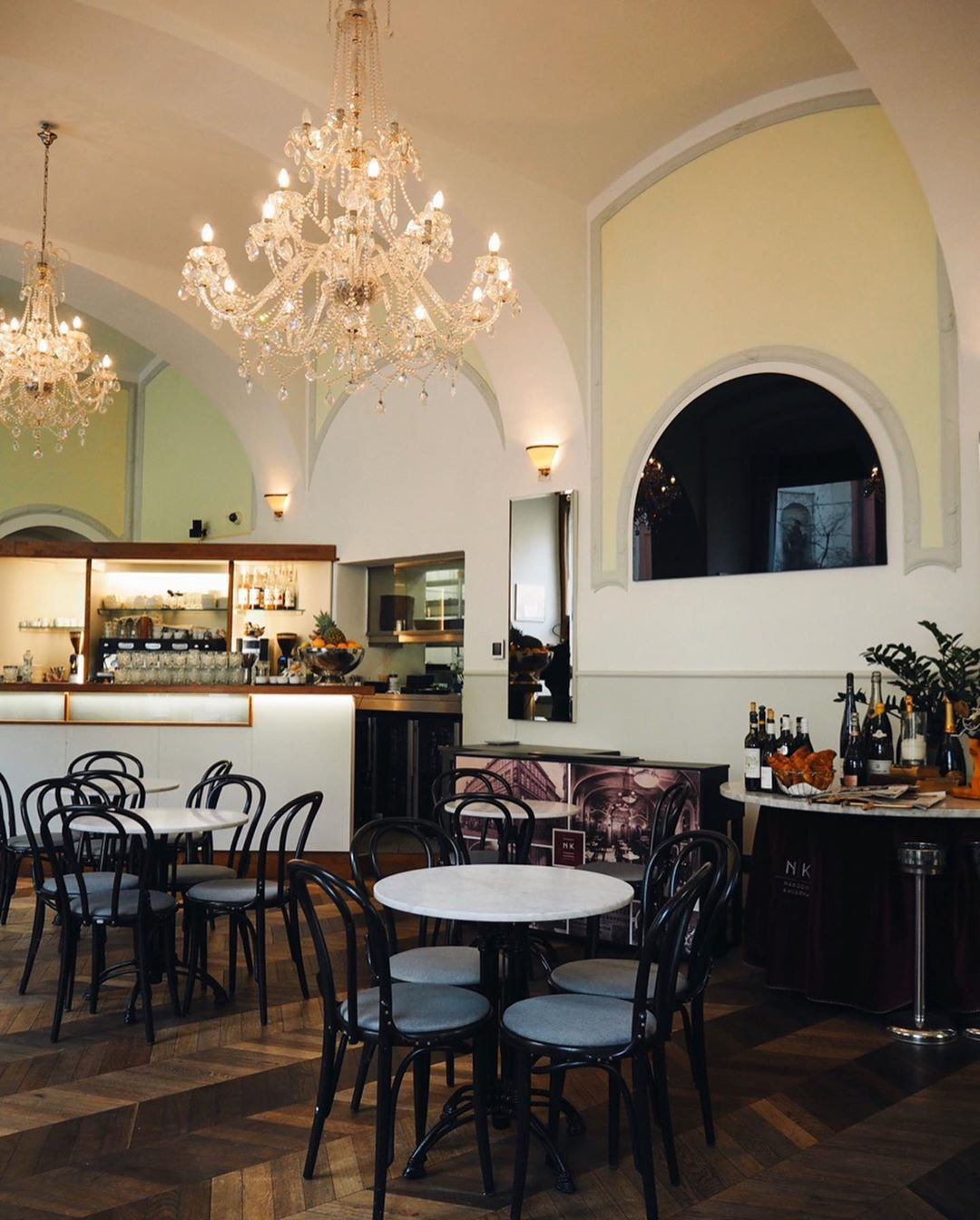
Národní kavárna, interiér (2020)

Národní kavárna byla v letech 1896–1948 literární kavárna na Národní třídě 11 v Praze. Roku 2007 byla obnovena a 2013 zrestaurována.

## Historie
Byla založena v roce 1896 jako kavárna Imperial v klasicistní stavbě z let 1843–45. Zakladatelem kavárny byl Zdeněk Kolman, který ji vedl až do roku 1938. V letech 1933–1935 proběhla nákladná rekonstrukce celého objektu. Kavárna se zapsala i do kulturních dějin jako místo vzniku spolku Devětsil, levicově orientovaného sdružení české kulturní avantgardy, který ovlivnil kulturní a literární vývoj tehdejšího Československa.
Obdobím největší slávy Národní kavárny bylo pět let mezi roky 1923–1928, kdy se zde u kavárenských stolků scházela česká kulturní obec. Pravidelnými hosty kavárny bývali Karel Čapek, Jan Masaryk, Jiří Voskovec, Jan Werich, Vítězslav Nezval, František Halas, František Hrubín, S. K. Neumann, Viktor Dyk, Eduard Bass, Ferdinand Peroutka, Jaroslav Seifert, Konstantin Biebl, Vladislav Vančura a řada dalších významných osobností.
V roce 1947 byla nemovitost i podnik Národní kavárna prodána ministru Jaroslavu Stránskému. V roce 1948 však existence kavárny skončila, neboť po únorovém komunistickém puči dům obsadil Svaz československých spisovatelů. Místnosti kavárny byla změněny na galerii uměleckého skla a dekorativního umění. V roce 1990 získal nemovitost zpět v restituci vnuk bývalého majitele MUDr. Martin Jan Stránský. Kavárna byla obnovena v roce 2007 a v roce 2013 byla kompletně zrekonstruována.